# Чернятинский сельский округ (Московская область)
Чернятинский сельский округ — упразднённая административно-территориальная единица, существовавшая на территории Клинского района Московской области в 1994—2003 годах.
Чернятинский сельсовет был образован в первые годы советской власти. По данным 1919 года он входил в состав Круговской волости Клинского уезда Московской губернии.
В 1923 году к Чернятинскому с/с был присоединён Коростский с/с.
В 1926 году Чернятинский с/с включал село Воловниково, деревни Гологузово-I, Гологузово-II, Гологузово-III, Корост и Чернятино, а также 2 хутора и лесную сторожку.
В 1929 году Чернятинский с/с был отнесён к Клинскому району Московского округа Московской области. При этом из него был выделен Гологузовский сельсовет.
17 июля 1939 года к Чернятинскому с/с были присоединены Крюковский с/с (селения Копылово и Крюково), Гологузовский с/с (селение Гологузово), а также селение Семчино упразднённого Семчинского с/с. При этом центр сельсовета был перенесён в селение Воловниково, а сам сельсовет переименован в Воловниковский сельсовет.
20 августа 1939 года Воловниковский с/с был передан в новый Высоковский район.
4 января 1952 года из Воловниковского с/с в Воздвиженский было передано селение Гологузово.
14 июня 1954 года Воловниковский с/с был переименован в Чернятинский сельсовет.
7 декабря 1957 года Высоковский район был упразднён и Чернятинский с/с был возвращён в Клинский район.
27 августа 1958 года из Воздвиженского с/с в Чернятинский были переданы селения Воздвиженское, Гологузово и Игумново.
1 февраля 1963 года Клинский район был упразднён и Чернятинский с/с вошёл в Солнечногорский сельский район. 11 января 1965 года Чернятинский с/с был возвращён в восстановленный Клинский район.
27 января 1966 года из Чернятинского с/с в Воздвиженский было передано селение Воздвиженское.
3 февраля 1994 года Чернятинский с/с был преобразован в Чернятинский сельский округ.
27 февраля 2003 года Чернятинский с/о был упразднён, а его территория включена в Воздвиженский с/о.